# Lilia Txànixeva
Lilia Airatovna Txànixeva (rus: Лилия Айратовна Чанышева, baixkir: Лилиә Айрат ҡыҙы Чанышева, tàtar: Лилия Айрат кызы Чанышева; nascuda el 6 de febrer de 1982) és un auditora russa. Va ser col·laboradora principal del líder de l'oposició Aleksei Navalni. El 14 de juny de 2023, Txànixeva va ser condemnada a set anys i mig de presó per càrrecs relacionats amb l'extremisme.

## Biografia
Txànixeva és llicenciada en una de les principals universitats financeres estatals de Rússia. Va treballar a les firmes internacionals de comptabilitat PricewaterhouseCoopers i Deloitte a Moscou. Després va tornar a Ufà, al seu Baixkortostan natal. El 2017, Txànixeva va començar a dirigir la branca regional de la Fundació Anticorrupció de Navalni a Ufà.
El novembre de 2021, Txànixeva va ser detinguda enmig d'una repressió més àmplia contra la xarxa política de Navalni. Retroactivament, es van presentar càrrecs d'extremisme contra ella. El 14 de juny de 2023 va ser condemnada a sis anys i mig de presó per càrrecs relacionats amb l'extremisme. El tribunal també la va condemnar a pagar una multa de 400.000 rubles. El judici va ser qualificat de secret. El 2024, fou alliberada en un intercanvi de presoners rus-estatunidenc.

## Reconeixements
El desembre de 2024, la BBC va incloure-la en la seva llista 100 Women, que reconeix a les dones més inspiradores i influents de l'any a nivell mundial.